# Matvéi Yeliséyev
Matvéi Pávlovich Yeliséyev (en ruso: Матвей Павлович Елисеев; Zelenogrado, 31 de marzo de 1993) es un deportista ruso que compite en biatlón.
Ganó una medalla de bronce en el Campeonato Mundial de Biatlón de 2019 y tres medallas en el Campeonato Europeo de Biatlón entre los años 2016 y 2020.

## Palmarés internacional
| Campeonato Mundial | Campeonato Mundial           | Campeonato Mundial | Campeonato Mundial |
| Año                | Lugar                        | Medalla            | Prueba             |
| ------------------ | ---------------------------- | ------------------ | ------------------ |
| 2019               | Östersund (Suecia)           | Medalla de bronce  | Relevo             |
| Campeonato Europeo |                              |                    |                    |
| Año                | Lugar                        | Medalla            | Prueba             |
| 2016               | Tiumén (Rusia)               | Medalla de oro     | Relevo mixto       |
| 2019               | Minsk-Raubichi (Bielorrusia) | Medalla de plata   | Persecución        |
| 2020               | Minsk-Raubichi (Bielorrusia) | Medalla de oro     | Velocidad          |